# Кауфман, Франциска
Франци́ска Ка́уфман (вариант Ка́уфманн; нем. Franziska Kaufmann; род. 3 ноября 1987, Унтерзен, Берн) — швейцарская кёрлингистка.
Играет на позиции второго.

## Достижения
- Чемпионат мира по кёрлингу среди женщин: золото (2014, 2016).
- Чемпионат Европы по кёрлингу: золото (2014).
- Чемпионат Швейцарии по кёрлингу среди женщин: золото (2014, 2016, 2018), серебро (2019).
- Чемпионат мира по кёрлингу среди юниоров: бронза (2009).

## Команды
| Сезон                                               | Четвёртый            | Третий           | Второй            | Первый                                      | Запасной                                                 | Турниры                                 |
| --------------------------------------------------- | -------------------- | ---------------- | ----------------- | ------------------------------------------- | -------------------------------------------------------- | --------------------------------------- |
| 2006—07                                             | Sandra Zurbuchen     | Мартина Бауман   | Франциска Кауфман | Fabienne Kaufmann                           |                                                          | ЧМЮ 2007 (5 место)                      |
| 2008—09                                             | Мариса Винкельхаузен | Мартина Бауман   | Франциска Кауфман | Изабель Курт                                |                                                          | ЧМЮ 2009                                |
| 2011—12                                             | Биния Фельчер-Беели  | Марлене Альбрехт | Франциска Кауфман | Кристине Урех                               |                                                          | ЧЕ 2011 (7 место)                       |
| 2012—13                                             | Биния Фельчер-Беели  | Ирене Шори       | Франциска Кауфман | Кристине Урех                               | Мартина Бауман Мануэла Нетцер тренер: Гауденц Беели      | ЧШЖ 2013 (4 место)                      |
| 2013—14                                             | Биния Фельчер        | Ирене Шори       | Франциска Кауфман | Кристине Урех                               |                                                          | ЧМ 2014                                 |
| 2014—15                                             | Биния Фельчер        | Ирене Шори       | Франциска Кауфман | Кристине Урех                               |                                                          | ЧЕ 2014                                 |
| 2015—16                                             | Биния Фельчер        | Ирене Шори       | Франциска Кауфман | Кристине Урех                               |                                                          | ЧМ 2016 · ЧШЖ 2016                      |
| 2016—17                                             | Биния Фельчер        | Ирене Шори       | Франциска Кауфман | Кристине Урех (ЧЕ, ККК) Карол Ховальд (ЧШЖ) | Карол Ховальд (ЧЕ)                                       | ЧЕ 2016 (6 место) · ККК 2017 · ЧШЖ 2017 |
| 2017—18                                             | Биния Фельчер        | Ирене Шори       | Франциска Кауфман | Карол Ховальд                               | Мишель Гриби (ЧШЖ) Рафаэла Кайзер (ЧМ) тренер: Аллан Мур | ЧШЖ 2018 · ЧМ 2018 (8 место)            |
| 2018—19                                             | Биния Фельчер-Беели  | Карол Ховальд    | Стефани Берсе     | Larissa Hari                                | Франциска Кауфман тренер: Аллан Мур                      | ЧШЖ 2019                                |
| Кёрлинг среди смешанных пар (mixed doubles curling) |                      |                  |                   |                                             |                                                          |                                         |
| 2015—16                                             | Франциска Кауфман    | Daniel Graf      |                   |                                             |                                                          | ЧШСП 2016 (5 место)                     |

(скипы выделены полужирным шрифтом)

## Частная жизнь
Работает в железнодорожной компании Jungfrau Railways.